# Nova Esperança do Piriá
Nova Esperança do Piriá é um município brasileiro do estado do Pará. Localiza-se a uma latitude 02º16'04" sul e a uma longitude 46º58'03" oeste, estando a uma altitude de 73 metros. Situa-se na microrregião de Guamá. Sua população estimada em 2016 era de 20.727 habitantes. Possui uma área de 2889,739 km².

## História
Por volta de 1970, a área ocupada pelo Município de Nova Esperança do Piriá era utilizada somente por caçadores. O acesso era difícil para quem se deslocava da sede do Município de Viseu, e para aqueles que porventura se dirigiam de Ourém, Capitão Poço e adjacências. 
A partir daquele ano, as primeiras famílias começaram a se instalar na área, introduzindo a agricultura de subsistência (arroz, feijão e mandioca). Esses pioneiros baianos, liderados por Josué Mendes de Almeida, foram os responsáveis pela abertura do primeiro ramal de estrada que veio facilitar o acesso àquela área, estimulando a vinda de outras famílias, que resultou na formação de um aglomerado populacional que deu origem à Vila de Piriá.
A Vila Piriá iniciou em 18 de março de 1972. O primeiro estabelecimento comercial foi instalado por Ademar Pontes, na Rua 13 de Maio. A primeira casa construída foi a de Adriano Mendes, e Josinaldo Pires da Silva foi a primeira criança a nascer no lugar, no dia 30 de janeiro de 1973.
A atividade agrícola de subsistência foi crescendo gradativamente à medida que outras famílias foram se deslocando para a Vila Piriá. A exploração madeireira contribuiu também na formação e crescimento do núcleo urbano que deu origem àquela localidade, que mais tarde vinha a ser a sede do município.
Em 27 de setembro de 1987, foi realizado um plebiscito e a comunidade respondeu favoravelmente à emancipação. Esta consulta foi realizada na gestão do prefeito de Viseu, Sr. Hélio Vital Bogéa.
O documento Ofício encaminhado à Assembleia Legislativa pela Comissão Pró-Emancipação, fazia referência à sugestões de nomes: Antônio Gueiro, Serra Azul do Piriá e Nova Esperança Piriá, que acabou satisfazendo a maioria da população, porque traduzia a expectativa de que a autonomia política-administrativa surgia como uma nova esperança de dias promissores para o município e para sua população.

### Formação Administrativa
O distrito foi elevado à categoria de município com a denominação de Nova Esperança do Piriá, pela lei estadual nº 5.707, de 27 de dezembro de 1991, sendo desmembrado de Viseu, constituído do distrito sede e instalado em 1 de janeiro de 1993.
Em divisão territorial datada de 1 de junho de 1995, o município é constituído de distrito sede.

Assim permanecendo em divisão territorial datado de 2005.
Fonte: IBGE

## Geografia
Nova Esperança do Piriá localiza-se na Mesorregião Nordeste paraense, Microrregião do Guamá, limitando-se com os Municípios de Cachoeira do Piriá, Viseu, Santa Luzia do Pará, Garrafão do Norte, Capitão Poço, Ipixuna do Pará e Paragominas. A sede do Município está à 284 km da capital do estado - Belém, ligada por via rodoviária, rodovia PA-124. Possui as seguintes coordenadas geográficas: 02º 16’ 04“ S de latitude e 46º 58’ 03” de longitude W, estando a uma altitude de 73 m.

### Clima
O clima em Nova Esperança do Piriá é tropical. Na maioria dos meses do ano, existe uma pluviosidade significativa. Só existe uma curta época seca e não é muito eficaz.
Segundo a Köppen e Geiger a classificação do clima é Am. 26.3 °C é a temperatura média. Tem uma pluviosidade média anual de 2127 mm. Novembro é o mês mais seco com 44 mm. O mês de março é o mês com maior precipitação, apresentando uma média de 388 mm.

## Demografia
O Município possui uma área de 2889,7 km² com uma população estimada (2016) de 20.727 habitantes, conforme projeção do IBGE (Instituto Brasileiro de Geografia e Estatística), o que lhe confere uma densidade demográfica de 7,18 habitantes por km². A área urbana conta com 20.158 pessoas residentes, segundo Censo Demográfico 2010.